# كفر يوسف عوض
قرية كفر يوسف عوض هي إحدى القرى التابعة لمركز السنبلاوين في محافظة الدقهلية في جمهورية مصر العربية. حسب إحصاءات سنة 2006، بلغ إجمالي السكان في كفر يوسف عوض 2335 نسمة، منهم 1224 رجل و1111 امرأة.